# Phoxocampus
Phoxocampus is een geslacht van straalvinnige vissen uit de familie van zeenaalden en zeepaardjes (Syngnathidae). Het geslacht is voor het eerst wetenschappelijk beschreven in 1977 door Dawson.

## Soorten
- Phoxocampus belcheri (Kaup, 1856)
- Phoxocampus diacanthus (Schultz, 1943)
- Phoxocampus tetrophthalmus (Bleeker, 1858)